# Pueblito (Nuevo México)
Pueblito es un lugar designado por el censo ubicado en el condado de Río Arriba en el estado estadounidense de Nuevo México. En el Censo de 2010 tenía una población de 91 habitantes y una densidad poblacional de 57,69 personas por km².

## Geografía
Pueblito se encuentra ubicado en las coordenadas 36°4′22″N 106°4′52″O / 36.07278, -106.08111. Según la Oficina del Censo de los Estados Unidos, Pueblito tiene una superficie total de 1.58 km², de la cual 1.58 km² corresponden a tierra firme y (0%) 0 km² es agua.

## Demografía
Según el censo de 2010, había 91 personas residiendo en Pueblito. La densidad de población era de 57,69 hab./km². De los 91 habitantes, Pueblito estaba compuesto por el 6.59% blancos, el 0% eran afroamericanos, el 48.35% eran amerindios, el 0% eran asiáticos, el 0% eran isleños del Pacífico, el 38.46% eran de otras razas y el 6.59% pertenecían a dos o más razas. Del total de la población el 41.76% eran hispanos o latinos de cualquier raza.